# Саводжболаг (шахрестан)
Саводжболаг (перс. شهرستان ساوجبلاغ‎) — один из шахрестанов иранской провинции Альборз. Административный центр — город Хештгерд.
В административном отношении подразделяется на районы (бахши):
- Меркези (центральный) (перс. بخش مرکزی شهرستان ساوجبلاغ‎)
- Чехарбаг (перс. بخش چهارباغ‎)
- Чендар (перс. بخش چندار‎)

В состав шахрестана Саводжболаг входят 5 городов: Хештгерд, Чехарбаг, Гольсар, Кухсар и Шехре-Джадиде-Хештгерд.

## Население
По данным переписи 2006 года население шахрестана составляло 189 305 человек (97 717 мужчин и 91 588 женщин). Насчитывалось 49 923 семьи. Уровень грамотности населения составлял 76,5 %.

## Населённые пункты
| - Аббасабаде-Бозорг - Аббасабаде-Кучек - Агешт - Агче-Хесар - Аджин-Доджин - Арабабад - Арабабаде-Хосреви - Аран - Ардехе - Бану-Сехра - Береган - Велиан - Дехкедейе-Талекани - Зекиабад - Ибрахимабад | - Йенги-Имам - Каргалин - Касемабаде-Ака - Касемабаде-Бозорг - Касемабаде-Горджи - Кехризек - Кордан - Кухе - Кушке-Зер - Лешкерабад - Мелекабаде-Хаммамли - Мехдиабад - Мохаммедабаде-Афшар - Оглан-Теппе - Рамджин | - Резаабаде-Суфиан - Рунде - Сеидабад - Сольтанабад - Сольтанабаде-Аран - Сонкорабад - Сорхаб - Тавусие - Фешенд - Хив - Хур - Хурвин - Шелемзар - Шенде - Эйкер-Болаг |